# Villaviciosa (El Abra)
Villaviciosa es un municipio de quinta  categoría perteneciente a  la provincia de El Abra en la Región Administrativa de La Cordillera (RAC) situada al norte de la  República de Filipinas y de la isla de Luzón, en su interior.

## Geografía
Tiene una extensión superficial de 102.93 km² y según el censo del 2007, contaba con una población de 5.147 habitantes, 5.377 el día primero de mayo de 2010

### Ubicación
| Noroeste:Bucay  | Norte: San Isidro | Noreste: San Isidro |
| Oeste: Pilar    |                   | Este: Manabo y Luba |
| Suroeste: Pilar | Sur: San Emilio   | Sureste: Luba       |

### Barangayes
El municipio de Villaviciosa se divide administrativamente en 8 barangayes o barrios, 7 de los cuales tienen carácter rural, mientras que el restante es considerado como  urbano.
| Barangay                 | Población (2007) | Población (2010) | Código (2012) |
| ------------------------ | ---------------- | ---------------- | ------------- |
| Ap·apaya                 | 474              | 5312             | 140127001     |
| Bol·lilising             | 297              | 294              | 140127002     |
| Cal·lao                  | 857              | 931              | 140127003     |
| Laplapog                 | 738              | 766              | 140127004     |
| Lumaba                   | 492              | 552              | 140127005     |
| Villaviciosa (Población) | 806              | 836              | 140127006     |
| Tamac                    | 648              | 627              | 140127007     |
| Tuquib                   | 835              | 840              | 140127008     |